# Stevie Young
Stephen Crawford Young Jr. známý jako Stevie Young (* 11. prosince 1956, Glasgow) je skotský hudebník, rytmický kytarista a doprovodný zpěvák australské hard rockové skupiny AC/DC. Do skupiny přišel v dubnu 2014, pro nahrávání alba Rock or Bust, oficiálním členem kapely se stal ale až v září téhož roku a v následujícím roce se skupinou vyrazil i na turné. Young nahradil svého strýce Malcolma Younga, který ze skupiny odešel do důchodu kvůli diagnostikované demenci. Young dočasně nahradil svého strýce již v roce 1988 na americkém turné AC/DC.

## Život
Stephen Crawford Young Jr. se narodil 11. prosince 1956 v Glasgow ve Skotsku. Jeho otcem byl Stephen Crawford Young Sr. (1933–1989), nejstarší bratr známých hudebníků Anguse, Malcolma, George a Alexandera Youngových. V roce 1963 emigroval se svou rodinou do Austrálie, tam se usadila na předměstí Sydney v Novém Jižním Walesu. Young se do Skotska vrátil v roce 1970.

## Kariéra

### Počátky hudební kariéry
Young hrál na sklonku 70. let v kapelách The Stabbers, Prowler a Tantrum, poté založil v roce 1980 v Birminghamu skupinu Starfighters, se kterou nahrál dvě alba Starfighters (1981) a In-Flight Movie (1983). Starfighters byli v roce 1980 vybráni jako předkapela AC/DC pro jejich britskou část turné Back in Black, o dva roky později předskakovali také na některých koncertech Ozzyho Osbourna. Skupina je zmíněna v knize Howarda Johnsona Get Your Jumbo Jet Out of My Airport (Random Notes for AC / DC Obsessives) a je také uvedena v raritním průvodci nahrávek z roku 2007.
Skupina se rozpadla v roce 1983, poté nakrátko obnovila činnost roku 1987. Young později formoval kapelu Little Big Horn, jejíž demo nahrávku produkoval Malcolm Young. Skupina se však brzy rozpadla, kvůli neúspěchu při podpisu nahrávací smlouvy, ačkoliv již dříve nahrála frekvenci pro Tommyho Vance a jeho pořad Friday Rock Show vysílaný na BBC Radio 1. Young posléze založil další skupinu bez delšího trvání, skupinu pod názvem Up Rising.
Roku 1988 Young produkoval demo pro death/trash metalovou kapelu Cancer s názvem No Fuckin' Cover.
Young byl v roce 2009 členem birminghamské rockové skupiny Hellsarockin.
Poté, co baskytarista Starfighters Doug Dennis zemřel, pozůstalí členové skupiny se opět dali dohromady, aby mohli vystupovat s Youngovým synem Angusem na baskytaru.
Od července 2013 Young a Pat Hambly z Starfighters vystupoval v bluesovém triu Blue Murda se zpěvákem Martinem Woodem. Trio později doplnil Youngův syn Angus (Gus) na kytaru a John Malan na baskytaru. Gus je prasynovcem Anguse Younga z AC/DC, Young byl krátce členem tribute kapely AC/DC UK.

### Kariéra s AC/DC
Youngova spolupráce s AC/DC sahá až do 60. let, kdy Stevie, Angus a Malcolm navštěvovali stejnou školu a společně vyrůstali v Sydney. Shodou okolností byla skupina Starfighters, také jménem nizozemské skupiny, v níž hrál pozdější producent AC/DC Harry Vanda, předtím než se jeho rodina přestěhovala do Austrálie.
Na konci 70. let Young a jeho bratr Fraser příležitostně cestovali s AC/DC na turné; oba byli vyfotografováni s Angusem a Malcolmem v zákulisí koncertu ve Wembley v roce 1979 během turné Highway to Hell.
V roce 1988 nahradil svého strýce Malcolma na americkém turné Blow Up Your Video, Malcolm musel skupinu dočasně opustit kvůli rostoucí závislosti na alkoholu a zahájit léčbu. Mnoho fanoušků si záměny ani nevšimlo, protože Young mu byl (v té době) fyzicky velmi podobný. Malcolm překonal svůj problém s pitím a ke skupině se vrátil, kde zůstal až do svého odchodu do důchodu v roce 2014.
V červenci 2014 Brian Johnson z AC/DC potvrdil, že Young nahrál s kapelou album Rock or Bust, opět tak nahradil svého nemocného strýce Malcolma. V září téhož roku bylo potvrzeno, že Young Malcolma trvale nahradí. V rozhovoru pro Rolling Stone vyšlo najevo, že Young byl Angusem kontaktován již v lednu 2014, předtím než došlo ke kontaktu s ostatními členy kapely.

## Vybavení
Young hraje po svou celou kariéru na kytary Gretsch Jet Firebirds. Používá aparaturu Marshall Amplification a Celestion Creamback a reproduktory Classic Lead 80.

## Rodina
Young má staršího syna Anguse (řečený Goose nebo Gus), který je hudebníkem a mladšího syna Stevieho, jenž je také hudebníkem. Oba dva hrají v birminghamské reggae kapele Young Culture Collective. 

## Diskografie

### Starfighters
- Starfighters (1981)
- In-Flight Movie (1983)

### AC/DC
- Rock or Bust (2014)
- Power Up (2020)